# كأس الأمير 1993–94
حضر في نهائي تلك البطولة لأول مرة أمير دولة الكويت الشيخ جابر الأحمد الصباح، حيث كان في السابق يسلم الكأس من ولي العهد إلى الفريق الفائز، وقد أقيمت قرعة كأس الأمير على الشكل التالي :

## الدور التمهيدي
الذهاب
- نادي كاظمة (1) × نادي الشباب الكويتي (0)
- نادي الجهراء (4) × نادي الفحيحيل (0)
- نادي النصر الكويتي (2) × نادي الساحل الكويتي (0)
- نادي الكويت (2) × نادي الصليبيخات (0)
- نادي التضامن الكويتي (4) × نادي خيطان (1)
- نادي القادسية الكويتي (2) × نادي اليرموك (0)

الإياب
- نادي كاظمة (3) × نادي الشباب الكويتي (1)
- نادي الجهراء (2) × نادي الفحيحيل (1)
- نادي النصر الكويتي (3) × نادي الساحل الكويتي (4)
- نادي الكويت (1) × نادي الصليبيخات (1)
- نادي التضامن الكويتي (2) × نادي خيطان (3)
- نادي القادسية الكويتي (3) × نادي اليرموك (0)

## الدور الربع نهائي
الذهاب
- نادي الجهراء (1) × نادي العربي الكويتي (0)
- نادي كاظمة (1) × نادي السالمية (1)
- نادي التضامن الكويتي (2) × نادي النصر الكويتي (0)
- نادي القادسية الكويتي (2) × نادي كاظمة (0)

الإياب
- نادي الجهراء (2) × نادي العربي الكويتي (1)
- نادي كاظمة (0) × نادي السالمية (0)
- نادي التضامن الكويتي (2) × نادي النصر الكويتي (0)
- نادي القادسية الكويتي (4) × نادي كاظمة (1)

## الدور قبل النهائي
الذهاب
- نادي التضامن الكويتي (3) × نادي الجهراء (1)
- نادي القادسية الكويتي (1) × نادي الكويت (0)

الإياب
- نادي التضامن الكويتي (0) × نادي الجهراء (0)
- نادي القادسية الكويتي (1) × نادي الكويت (0)

## تحديد المركز الثالث والرابع
- نادي الكويت (2) × نادي الجهراء (1)

## النهائي
- نادي القادسية الكويتي (2) × نادي التضامن الكويتي (0)
- سجل هدفي القادسية : ناصر بنيان وعلي بوسويهي.

## مقتطفات من البطولة
- أكثر الفرق تسجيلا للأهداف هو نادي القادسية الكويتي برصيد 15 هدف.
- هداف البطولة لاعب نادي التضامن الكويتي عبد الله وبران برصيد 8 أهداف.